# Dominio de Kenia
El Dominio de Kenia fue un Estado soberano de corta duración, entre el 12 de diciembre de 1963 y el 12 de diciembre de 1964, cuya jefa de Estado fue la reina Isabel II. Fue predecesora de la República de Kenia.
Cuando el mandato del Imperio británico terminó en la Colonia y Protectorado de Kenia, le fue dada independencia como un reino de la Mancomunidad, hasta que el 12 de diciembre de 1964 se proclamó como una república.
La sucesión real fue regida bajo el Acta de Establecimiento Inglesa de 1701.

## Gobierno
Jomo Kenyatta fue el primer ministro y jefe de Gobierno. Durante el tiempo que existió el Dominio de Kenia la reina Isabel II era la jefa de Estado. Los roles constitucionales del monarca fueron principalmente delegados por el gobernador general Malcolm John Macdonald (del 12 de diciembre de 1963 al 12 de diciembre de 1964).
A pesar de que Isabell II fuera la jefa de Estado, nunca visitó dicha nación cuando era ella la "reina de Kenia", pero si hizo otras visitas cuando no poseía el cargo, como estas:
- 6 de febrero de 1952, antes de la independencia.
- 26 de marzo de 1972, después de que Kenia se proclamara una república.
- 10-14 de noviembre de 1983
- 7 de octubre de 1991